# Centropages elongatus
Centropages elongatus är en kräftdjursart som beskrevs av Giesbrecht 1896. Centropages elongatus ingår i släktet Centropages och familjen Centropagidae. Inga underarter finns listade i Catalogue of Life.